# 에사키촌 (기후현 이나바군)
에사키촌(江崎村)은 일본 기후현 이나바군에 설치되었던 촌이다. 현재의 기후시의 일부에 해당한다.